# Allhartsberg
Allhartsberg – gmina targowa w Austrii, w kraju związkowym Dolna Austria, w powiecie Amstetten. Według Austriackiego Urzędu Statystycznego liczyła 2,05 tys. mieszkańców (1 stycznia 2014).